# Borgo Pace
Borgo Pace är en ort och kommun i provinsen Pesaro e Urbino i regionen Marche i Italien. Kommunen hade 572 invånare (2018).